# Sentiero Primaro
Il sentiero Primaro è nato con l'intenzione di ripercorrere il corso originale del Po di Primaro. Il suo tracciato va da Ferrara a Traghetto poi piega decisamente verso est e passando per Argenta arriva sulla strada Romea (SS 309). Costeggia molte zone naturalistiche come le Valli di Comacchio.
Nel 2009 è stato interamente segnato dalla sezione Club Alpino Italiano (CAI) di Argenta e dedicato al proprio ex presidente Daniele Zagani. Dal 2015 è diventato tappa integrante della Via Romea Germanica.